# Велихов, Павел Павлович
Павел Павлович Велихов (1905 — 27 апреля 1952, Москва) — советский инженер-строитель. Лауреат Сталинской премии (1949). Отец академика Е. П. Велихова.

## Биография
Родился в 1905 году в семье учёного в области строительной механики Павла Аполлоновича Велихова. В 1925 году окончил отделение инженерных сооружений строительного факультета МИИТа.
Работал в области монтажа стальных конструкций, промышленных сооружений и мостов. В довоенные годы руководил монтажом стальных конструкций на ряде крупнейших строек, в том числе на строительстве Челябинского тракторного завода, Запорожского и Криворожского металлургических заводов. Занимался строительством мостов на Транссибирской магистрали, участвовал в строительстве Магнитогорска и Днепрогэса. В конце 1930-х годов занимал должность главного монтажника на строительстве завода «Севмаш», был главным инженером фундамента при строительстве Дворца Советов.
В годы Великой Отечественной войны и в послевоенный период занимался восстановлением промышленных предприятий Сталинграда, Донбасса, Приднепровья и строительства новых металлургических и других заводов. В должности руководителя «Проектстальконструкции» участвовал в монтаже московских высоток: жилого дома на Котельнической набережной, здания Министерства иностранных дел и других.
Умер в Москве 27 апреля 1952 года.

## Награды
- Сталинская премия третьей степени (1949) — за разработку новых типов механизмов для монтажа металлических конструкций
- орден Красной Звезды[4]
- орден «Знак Почёта»[4]
- медаль «За победу над Германией в Великой Отечественной войне 1941—1945 гг.»[4]